# Clossiana minuscula
Clossiana minuscula är en fjärilsart som beskrevs av Curt Eisner 1942. Clossiana minuscula ingår i släktet Clossiana och familjen praktfjärilar. Inga underarter finns listade i Catalogue of Life.